# Purovskij rajon
Il Purovskij rajon è un rajon (distretto) del circondario autonomo Jamalo-Nenec, nella Russia siberiana occidentale. Il centro amministrativo è la città di Tarko-Sale.